# Alabama State Route 89
Alabama State Route 89 ist ein in Nord-Süd-Richtung verlaufender Highway im US-Bundesstaat Alabama.
Der Highway beginnt an der Alabama State Route 21 nahe Snow Hill und endet bei Shepardville an der Alabama State Route 41. Die State Route führt durch nicht besiedeltes Gebiet im Black Belt.